# Компресійна флотація
Компресійна флотація — різновид флотації.
Здійснюється таким чином: перед подачею у флотомашину пульпа при надлишковому тиску насичується стисненим повітрям, тому при надходженні у камеру в результаті зниження тиску до атмосферного відбувається виділення дуже дрібних бульбашок безпосередньо на поверхні частинок. Компресійна флотація застосовується для очищення стічних вод промислових підприємств.